# Le Sifflet (1872)
Ne doit pas être confondu avec Le Sifflet, journal satirique dreyfusard fondé en 1898.
Le Sifflet est un hebdomadaire satirique illustré français publié entre 1872 et 1878.

## Histoire
Fondé en janvier 1872, Le Sifflet a pour directeur Arthur Lévy, pour rédacteur en chef Michel Colbeaux, dit Anézo, et pour gérant Anatole Le Guillois, remplacé entre le second et le 17e numéro par S. Heymann.
À l'instar de L'Éclipse et du Grelot, chaque première page présente un dessin humoristique ou une caricature en couleur. Ces gravures sont souvent anti-bonapartistes ou anti-royalistes, la jeune Troisième République étant alors menacée par les velléités de restauration monarchique exprimées par les partisans des régimes politiques précédents. Les prétendants monarchistes seront notamment tournés en dérision par Le Guillois, qui revendiquera pour lui-même la succession des rois mérovingiens à la une des numéros du 19 octobre 1873 au 2 novembre 1873.
Dès son lancement, le Sifflet a maille à partir avec la censure. Le dessin du premier numéro ayant été refusé, Henri Demare doit improviser au dernier moment une nouvelle composition, représentant une allégorie du nouveau journal sous la forme d'un bouffon armé d'une plume et assis sur un piédestal dominant un roi carotte en pleurs.
Le numéro du 24 mars 1872, pour lequel A. Humbert a imaginé une parodie anti-bonapartiste d'affiches publicitaires, provoque une petite manifestation entre la place de la Bourse et le boulevard Montmartre, des bonapartistes ayant tenté de déchirer tous les exemplaires d'un kiosque.
À la mi-avril 1872, un autre numéro du journal est saisi dans les kiosques et les librairies.
Le numéro du 20 juillet 1873 affiche le faire-part de décès du dessin censuré, qui était intitulé Le Shah à l'Opéra. Un procédé semblable est employé le 17 août suivant.
Le 10 mai 1874, la première page du Sifflet est occupée par un cadre vide, la censure ayant interdit une caricature de Meyer parodiant le portrait du prince impérial exposé au Salon par Jules Lefebvre. Le dessin du 12 juillet 1874 est également censuré.
En juin 1875, un dessin représentant le « grand combat entre le XIXe siècle et l’Univers » est refusé car le second journal y était symbolisé par une écumoire, allusion blessante au visage grêlé de Louis Veuillot. Au mois de juillet suivant, une nouvelle charge anti-bonapartiste est interdite.
Des changements radicaux ont lieu au mois d'avril 1877. Doté d'un nouveau rédacteur en chef, Jules Cathy, le Sifflet, désormais sous-intitulé « journal humoristique de la famille », abandonne les caricatures au profit de portraits de personnalités et de reproductions de tableaux de maîtres.
Après 290 numéros, Le Sifflet cesse de paraître régulièrement en août 1877. Son dernier numéro est daté du 15 septembre 1878.

## Collaborateurs notables
- Michel Anézo[10]
- Firmin Berdoulet[1]
- Paul Bernay[11]
- Émile Cohl[12]
- Victor Collodion[13]
- William Cook[11]
- Eugène Cottin[11]
- Henri Demare[11]
- Auguste Deslinières (Beausapin)
- Raoul Fauvel[2]
- Élie Frébault[1]
- Charles de Frondat (Japhet)[11]
- Louis Gabillaud[10]
- Gastl[9]
- Albert Humbert[11]
- Henri Kat[11]
- Eugène Ladreyt[11]
- Alphonse Lafitte[10]
- Charles Lecoq[10]
- Anatole Le Guillois[10]
- Achille Lemot[14] (Uzès)[9]
- Georges Marquet[15]
- Pol Martinet (Brun)[10]
- Henri Meyer[11]
- Moloch[11]
- Valère Morland[11]